# Kienberg (Gemeinde Pölla)
Kienberg ist eine Ortschaft und eine Katastralgemeinde der Gemeinde Pölla im Bezirk Zwettl in Niederösterreich.

## Siedlungsentwicklung
Zum Jahreswechsel 1979/1980 befanden sich in der Katastralgemeinde Kienberg insgesamt 17 Bauflächen mit 6.669 m² und 25 Gärten auf 16.827 m², 1989/1990 gab es 26 Bauflächen. 1999/2000 war die Zahl der Bauflächen auf 69 angewachsen und 2009/2010 bestanden 31 Gebäude auf 65 Bauflächen.

## Geschichte
Laut Adressbuch von Österreich waren im Jahr 1938 in Kienberg zwei Landwirte mit Direktvertrieb ansässig.

## Bodennutzung
Die Katastralgemeinde ist landwirtschaftlich geprägt. 72 Hektar wurden zum Jahreswechsel 1979/1980 landwirtschaftlich genutzt und 86 Hektar waren forstwirtschaftlich geführte Waldflächen. 1999/2000 wurde auf 60 Hektar Landwirtschaft betrieben und 97 Hektar waren als forstwirtschaftlich genutzte Flächen ausgewiesen. Ende 2018 waren 57 Hektar als landwirtschaftliche Flächen genutzt und Forstwirtschaft wurde auf 99 Hektar betrieben. Die durchschnittliche Bodenklimazahl von Kienberg beträgt 23,3 (Stand 2010).